# The Tank, the Swan & the Balloon
The Tank, the Swan & the Balloon es un VHS que contiene la cuarta grabación en vivo de Erasure, registrada el 8 de junio de 1992 en el Manchester Apollo, Mánchester, Inglaterra, en el marco del Phantasmagorical Tour. Este espectáculo fue concebido más como una obra de teatro que como un recital convencional.

## VHS
1. Siren Song (Clarke/Bell)
2. Ship Of Fools (Clarke/Bell)
3. Chorus (Clarke/Bell)
4. Breath Of Life (Clarke/Bell)
5. Chains Of Love (Clarke/Bell)
6. Love To Hate You (Clarke/Bell)
7. Joan (Clarke/Bell)
8. Voulez Vous (Anderson/Ulvaeus)
9. Take A Chance On Me (Anderson/Ulvaeus)
10. S.O.S. (Anderson/Anderson/Ulvaeus)
11. Lay All Your Love On Me (Anderson/Ulvaeus)
12. Am I Right? (Clarke/Bell)
13. Oh L´Amour (Clarke/Bell)
14. Waiting For The Day (Clarke/Bell)
15. Heart Of Stone (Clarke/Bell)
16. Stop! (Clarke/Bell)
17. The Good, The Bad And The Ugly (Ennio Morricone)
18. Who Needs Love Like That (Clarke)
19. Stand By Your Man (Sherrill/Wynette)
20. The Soldier´s Return (Clarke/Bell)
21. Turns The Love To Anger (Clarke/Bell)
22. Star (Clarke/Bell)
23. Blue Savannah (Clarke/Bell)
24. Over The Rainbow (Harburg/Arlen)
25. Love Is A Loser (Clarke/Bell)
26. A Little Respect (Clarke/Bell)
27. Home (Clarke/Bell)
28. Perfect Stranger (Clarke/Bell)
29. Sometimes (Clarke/Bell)

### Créditos
- Coros: Annick Clarisse - Veronique Clarisse
- Director: David Mallet
- Productora: Melissa Stokes
- Director original de arte: Julien Pereths
- Imágenes de computadora: Greg Ginjau
- Fotografía: Ian Pickard
- Escenografía: Anne Muir
- Modelos: Mark D Reeve
- Diseño de vestuario: Dean Bright
- Coreógrafo: Les Child
- Diseño de arte: Counter-Culture.[2]
- Bailarines: 
  - Rachel Jean-Pierre
  - Joanna Browler Handley
  - Heavon Grant
  - Tod Willard
  - Julia Kundi
  - Natalie Marie-Curry
  - Claire Frith
  - Sadie Fletcher

## DVD
The Tank, the Swan & the Balloon son dos DVD que contienen la cuarta grabación en vivo de Erasure, registrada el 8 de junio de 1992 en el Manchester Apollo, Mánchester, Inglaterra, en el marco del Phantasmagorical Tour.
Disco 1
1. Intro
2. Siren Song (Clarke/Bell)
3. Ship Of Fools (Clarke/Bell)
4. Chorus (Clarke/Bell)
5. Breath Of Life (Clarke/Bell)
6. Chains Of Love (Clarke/Bell)
7. Love To Hate You (Clarke/Bell)
8. Joan (Clarke/Bell)
9. Voulez Vous (Anderson/Ulvaeus)
10. Take A Chance On Me (Anderson/Ulvaeus)
11. S.O.S. (Anderson/Anderson/Ulvaeus)
12. Lay All Your Love On Me (Anderson/Ulvaeus)
13. Am I Right? (Clarke/Bell)
14. Oh L´Amour (Clarke/Bell)
15. Waiting For The Day (Clarke/Bell)
16. Heart Of Stone (Clarke/Bell)
17. Stop! (Clarke/Bell)
18. The Good, The Bad And The Ugly (Ennio Morricone)
19. Who Needs Love Like That (Clarke)
20. Stand By Your Man (Sherrill/Wynette)
21. The Soldier´s Return (Clarke/Bell)
22. Turns The Love To Anger (Clarke/Bell)
23. Star (Clarke/Bell)
24. Blue Savannah (Clarke/Bell)
25. Over The Rainbow (Harburg/Arlen)
26. Love Is A Loser (Clarke/Bell)
27. A Little Respect (Clarke/Bell)
28. Home (Clarke/Bell)
29. Perfect Stranger (Clarke/Bell)
30. Sometimes (Clarke/Bell)

Disco 2
1. Behind the Scenes (entrevistas y detrás de escena) 25:17 minutos

### Créditos
- Coros: Annick Clarisse - Veronique Clarisse
- Director: David Mallet
- Productora: Melissa Stokes
- Director original de arte: Julien Pereths
- Imágenes de computadora: Greg Ginjau
- Fotografía: Ian Pickard
- Escenografía: Anne Muir
- Modelos: Mark D Reeve
- Diseño de vestuario: Dean Bright
- Coreógrafo: Les Child
- Diseño de arte: Counter-Culture.[2]
- Bailarines: 
  - Rachel Jean-Pierre
  - Joanna Browler Handley
  - Heavon Grant
  - Tod Willard
  - Julia Kundi
  - Natalie Marie-Curry
  - Claire Frith
  - Sadie Fletcher

## Datos adicionales
- The Tank, the Swan & the Balloon fue reeditado como DVD en 2004, respetando el listado de temas de la edición original en VHS. Además se editó, como bonus, un segundo DVD Behind the Scenes con el detrás de escena y entrevistas a Vince Clarke, Andy Bell, Les Child y Dean Bright, que dura 25 minutos.
- En los créditos del vídeo  (en las ediciones en VHS y DVD) sale que en la introducción pasaron la canción In the Hall of the Mountain King (es una canción de Edvard Grieg que lo remasterizaron para el álbum The Circus).